# Ženská Liga Amerického Fotbalu 2017
La Ženská Liga Amerického Fotbalu 2017, detta anche Bitters ženská Liga 2017 per ragioni di sponsorizzazione, è la 3ª edizione del campionato di football americano femminile di primo livello, organizzato dalla ČAAF.

## Squadre partecipanti
| Club              | Città | Stadio | Sponsor ufficiale | Risultato nella stagione 2016 |
| ----------------- | ----- | ------ | ----------------- | ----------------------------- |
| Brno Amazons      | Brno  |        |                   |                               |
| Prague Black Cats | Praga |        |                   |                               |
| Prague Harpies    | Praga |        |                   |                               |

## Stagione regolare

### Calendario

#### 1ª giornata
| Praga 16 settembre 2017, ore 12:00 | Prague Harpies | 25 – 56 (7-6 6-14 12-22 0-14) referto | Prague Black Cats | Motorlet (148 spett.)\| Arbitro: \| Frehar \| |
| Arbitro:                           | Frehar         |                                       |                   |                                               |

#### 2ª giornata
| Čelákovice 24 settembre 2017, ore 15:00 | Prague Black Cats | 12 – 20 (0-7 0-0 0-7 12-6) referto | Brno Amazons | (76 spett.)\| Arbitro: \| Šimon \| |
| Arbitro:                                | Šimon             |                                    |              |                                    |

#### 3ª giornata
| Brno 30 settembre 2017, ore 14:30 | Brno Amazons | 38 – 0 (20-0 12-0 6-0 0-0) referto | Prague Harpies | Ragby Bystrc (274 spett.)\| Arbitro: \| Rybář \| |
| Arbitro:                          | Rybář        |                                    |                |                                                  |

#### 4ª giornata
| Praga 8 ottobre 2017, ore 11:00 | Prague Harpies | 0 – 39 (0-20 0-13 0-6 0-0) referto | Brno Amazons | Motorlet (43 spett.)\| Arbitro: \| Kriesman \| |
| Arbitro:                        | Kriesman       |                                    |              |                                                |

#### 5ª giornata
| Brno 14 ottobre 2017, ore 14:30 | Brno Amazons | 13 – 12 (6-0 0-0 7-0 0-12) referto | Prague Black Cats | Ragby Bystrc (260 spett.)\| Arbitro: \| Gazdík \| |
| Arbitro:                        | Gazdík       |                                    |                   |                                                   |

#### 6ª giornata
| Čelákovice 22 ottobre 2017, ore 15:00 | Prague Black Cats | 45 – 7 (0-0 28-7 14-0 3-0) referto | Prague Harpies | (80 spett.)\| Arbitro: \| Janhuba \| |
| Arbitro:                              | Janhuba           |                                    |                |                                      |

### Classifica
La classifica della regular season è la seguente:
- PCT = percentuale di vittorie, G = partite giocate, V = partite vinte,  P = partite perse, PF = punti fatti, PS = punti subiti

| Pos. | Squadra           | PCT   | G | V | N | P | PF  | PS  |
| ---- | ----------------- | ----- | - | - | - | - | --- | --- |
| 1    | Brno Amazons      | 1.000 | 4 | 4 | 0 | 0 | 103 | 24  |
| 2    | Prague Black Cats | .333  | 4 | 2 | 0 | 2 | 125 | 65  |
| 3    | Prague Harpies    | .000  | 4 | 0 | 0 | 4 | 32  | 171 |

## III Rose Bowl
| Brno 11 novembre 2017, ore 13:30 | Brno Amazons | 26 – 24 (6-0 6-12 7-6 7-6) referto | Prague Black Cats | Ragby Bystrc (350 spett.)\| Arbitro: \| Gazdík \| |
| Arbitro:                         | Gazdík       |                                    |                   |                                                   |

## Verdetti
- Brno Amazons Campionesse della Repubblica Ceca 2017